# Церковь Казанской иконы Божией Матери (Тосно)
Церковь Казанской иконы Божией Матери — действующий русский православный храм, расположенный в городе Тосно Ленинградской области. Входит в состав Гатчинской епархии. Изначально была возведена в первой половине XVIII века и позднее много раз перестраивалась.
Посвящена Казанской иконы Божией Матери, одной из самых почитаемых в России чудотворных икон Богородицы.

## История
Строительство первой каменной церкви в «Тоснинском яму» вместо сгоревшей деревянной было разрешено Святейшим Синодом 20 июня 1735 года. Она имела боковой придел во имя святителя Николая Чудотворца. Однако, в 1817 году она также сгорела вместе с селом. Церковь восстановили в 1818 году, а в 1821 году к ней пристроили колокольню.
В 1869 году обеспеченные прихожане церкви учредили приходское попечительство для сбора средств на нужды самой церкви и «благотворительные действия в приходе». Оно основало приют для больных и финансово поддерживало приходское училище, построило для причта 2 дома со службами и деревянную часовню на новом кладбище.
К рубежу XIX—XX века приход храма превысил 2000 чел. В 1900—1904 годах его настоятелем был кандидат богословия Московской духовной академии священник Алексей Западалов. В 1902—1905 годах храм расширили по проекту архитектора Николая Никонова. К нему приписали Спасо-Преображенскую церковь при Тосненском приюте и три часовни из окрестностей. Незадолго до революции 1917 года храм Казанской иконы Божьей Матери отреставрировал архитектор А. Г. Успенский (1873—1907). Храм был главной архитектурной доминантой Тосно.
Четверть века, с 1907 по 1932 год, настоятелем храма служил протоиерей Петр Иоаннович Щеглов, погребённый на тосненском кладбище. В 1932 году каменный храм был изъят у прихожан, и приход выселили в кладбищенскую часовню. В ней стал служить священник Александр Иоаннович Степанов, но в 1936 году его выслали «на 101-й км». До Большого террора в кладбищенской часовне ещё продолжались службы, затем служить стало некому (настоятель часовни протоиерей Александр Васильевич Беляев 12 марта 1938 был арестован и 25 марта расстрелян).
Во время Великой Отечественной войны, когда Тосно было оккупировано немцами, в каменном (закрытом) храме оборудовали госпиталь для раненых солдат вермахта. Здесь же рядом, на кладбище, немцы хоронили своих умерших. В период оккупации возобновились богослужения в кладбищенской часовне. Она действовала до конца 1943 года; в ней служил иеромонах Афиноген (Агапов; 1881—1979, впоследствии архимандрит Псково-Печерского монастыря).
После войны советская власть вновь зарегистрировала православную религиозную общину в пос. Тосно и передала ей в «бесплатное пользование» всё ту же кладбищенскую часовню (в 1952 году вместо неё было разрешено построить деревянный храм, ныне существующий). Каменное здание церкви государство оставило себе. В 1950—1960-х годах оно было значительно перестроено. В нём разместился районный Дом культуры.
В 2009 году здание возвращено православной церкви. Храм снова освятили, здесь начались богослужение и восстановительные работы. Деревянная Казанская кладбищенская церковь 1952 года постройки была переосвящена в честь иконы Божией Матери «Всех скорбящих Радость».
В мае 2012 года из храма были украдены четыре иконы XVIII и XIX веков.